# Kalendarium drugiego rządu Donalda Tuska
Kalendarium drugiego rządu Donalda Tuska opisuje powołanie drugiego rządu Donalda Tuska, zmiany na stanowiskach ministrów, sekretarzy stanu, podsekretarzy stanu, wojewodów i wicewojewodów, a także zmiany personalne na kierowniczych stanowiskach w urzędach centralnych podległych Radzie Ministrów.

## Proces powołania rządu
- 8 listopada 2011 – Prezydent RP Bronisław Komorowski desygnował na Prezesa Rady Ministrów Donalda Tuska, powierzając mu misję sformowania rządu
- 18 listopada 2011 – powołanie przez Prezydenta RP Bronisława Komorowskiego i zaprzysiężenie Prezesa Rady Ministrów wraz ze składem Rady Ministrów

## Exposé i wotum zaufania
- 18 listopada 2011 Donald Tusk wygłosił exposé i złożył wniosek do Sejmu o udzielenie wotum zaufania.
- Uchwałą Sejmu z 19 listopada 2011 Rada Ministrów Donalda Tuska otrzymała wotum zaufania. Za jego udzieleniem głosowało 234 posłów, przeciw opowiedziało się 211. Dwóch posłów wstrzymało się od głosu. Większość bezwzględna konieczna do uzyskania wotum zaufania wynosiła 224 głosy. Poparcia Radzie Ministrów udzieliły kluby parlamentarne: Platformy Obywatelskiej i Polskiego Stronnictwa Ludowego. Przeciw były kluby: Prawa i Sprawiedliwości, Ruchu Palikota, Sojuszu Lewicy Demokratycznej i Solidarnej Polski.

## Zmiany w rządzie
Lista zmian personalnych na stanowiskach ministrów, sekretarzy stanu, podsekretarzy stanu, wojewodów i wicewojewodów.

### Rok 2011
| Powołanie | Odwołanie |
| 18 listopada 2011 | 18 listopada 2011 |
| --- | --- |
| - Waldemara Pawlaka na urzędy wiceprezesa Rady Ministrów i ministra gospodarki, - Elżbiety Bieńkowskiej na urzędy wiceprezesa Rady Ministrów i ministra rozwoju regionalnego, - Tomasza Arabskiego na urząd ministra-członka Rady Ministrów, - Michała Boniego na urząd ministra administracji i cyfryzacji, - Jacka Cichockiego na urząd ministra spraw wewnętrznych, - Jarosława Gowina na urząd ministra sprawiedliwości, - Marcina Korolca na urząd ministra środowiska, - Władysława Kosiniaka-Kamysza na urząd ministra pracy i polityki społecznej, - Barbary Kudryckiej na urząd ministra nauki i szkolnictwa wyższego, - Joanny Muchy na urząd ministra sportu i turystyki, - Sławomira Nowaka na urząd ministra budownictwa, transportu i gospodarki morskiej, - Marka Sawickiego na urząd ministra rolnictwa i rozwoju wsi, - Tomasza Siemoniaka na urząd ministra obrony narodowej, - Radosława Sikorskiego na urząd ministra spraw zagranicznych, - Krystyny Szumilas na urząd ministra edukacji narodowej, - Jana Vincenta-Rostowskiego na urząd ministra finansów, - Bogdana Zdrojewskiego na urząd ministra kultury i dziedzictwa narodowego, - Bartosza Arłukowicza na urząd ministra zdrowia, - Mikołaja Budzanowskiego na urząd ministra skarbu państwa.           | - Bartosza Arłukowicza ze stanowisk sekretarza stanu w Kancelarii Premiera i pełnomocnika Premiera ds. przeciwdziałania wykluczeniu społecznemu (powołany na te stanowiska 10 maja 2011), - Mikołaja Budzanowskiego ze stanowiska podsekretarza stanu w Ministerstwie Skarbu Państwa (powołany na to stanowisko 20 lipca 2009). |
| 19 listopada 2011 | |
| - Łukasza Broniewskiego na stanowisko szefa Gabinetu Politycznego Premiera. | – |
| 21 listopada 2011 | |
| – | - Elżbiety Radziszewskiej ze stanowisk sekretarza stanu w Kancelarii Premiera (powołana na to stanowisko 17 marca 2008) i pełnomocnika Rządu ds. równego traktowania (powołana na to stanowisko 30 kwietnia 2008). |
| 23 listopada 2011 | |
| - Włodzimierza Karpińskiego na stanowisko sekretarza stanu w Ministerstwie Administracji i Cyfryzacji, - Magdaleny Gaj na stanowisko podsekretarza stanu w Ministerstwie Administracji i Cyfryzacji, - Piotra Kołodziejczyka na stanowisko podsekretarza stanu w Ministerstwie Administracji i Cyfryzacji, - Tadeusza Jarmuziewicza na stanowisko sekretarza stanu w Ministerstwie Transportu, Budownictwa i Gospodarki Morskiej, - Patrycji Wolińskiej na stanowisko podsekretarza stanu w Ministerstwie Transportu, Budownictwa i Gospodarki Morskiej, - Macieja Jankowskiego na stanowisko podsekretarza stanu w Ministerstwie Transportu, Budownictwa i Gospodarki Morskiej, - Andrzeja Massela na stanowisko podsekretarza stanu w Ministerstwie Transportu, Budownictwa i Gospodarki Morskiej, - Radosława Stępnia na stanowisko podsekretarza stanu w Ministerstwie Transportu, Budownictwa i Gospodarki Morskiej, - Piotra Stycznia na stanowisko podsekretarza stanu w Ministerstwie Transportu, Budownictwa i Gospodarki Morskiej, - Janusza Żbika na stanowisko podsekretarza stanu w Ministerstwie Transportu, Budownictwa i Gospodarki Morskiej, - Anny Wypych-Namiotko na stanowisko podsekretarza stanu w Ministerstwie Transportu, Budownictwa i Gospodarki Morskiej. | - Ilony Antoniszyn-Klik ze stanowiska wicewojewody dolnośląskiego (powołana na to stanowisko 8 czerwca 2010), - Włodzimierza Karpińskiego ze stanowiska sekretarza stanu w Ministerstwie Spraw Wewnętrznych i Administracji (powołany na to stanowisko 9 sierpnia 2011), - Piotra Kołodziejczyka ze stanowiska podsekretarza stanu w Ministerstwie Spraw Wewnętrznych i Administracji (powołany na to stanowisko 8 marca 2010), - Tadeusza Jarmuziewicza ze stanowiska sekretarza stanu w Ministerstwie Infrastruktury (powołany na to stanowisko 23 listopada 2007), - Patrycji Wolińskiej ze stanowiska podsekretarza stanu w Ministerstwie Infrastruktury (powołana na to stanowisko 3 kwietnia 2008), - Macieja Jankowskiego ze stanowiska podsekretarz stanu w Ministerstwie Infrastruktury (powołany na to stanowisko 29 grudnia 2007), - Andrzeja Massela ze stanowiska podsekretarz stanu w Ministerstwie Infrastruktury (powołany na to stanowisko 28 grudnia 2010), - Radosława Stępnia ze stanowiska podsekretarz stanu w Ministerstwie Infrastruktury (powołany na to stanowisko 23 marca 2009), - Piotra Stycznia ze stanowiska podsekretarz stanu w Ministerstwie Infrastruktury (powołany na to stanowisko 5 lutego 2008), - Magdaleny Gaj ze stanowiska podsekretarza stanu w Ministerstwie Infrastruktury (powołana na to stanowisko 4 lutego 2009), - Janusza Żbika ze stanowiska podsekretarz stanu w Ministerstwie Infrastruktury (powołany na to stanowisko 1 maja 2011), - Anny Wypych-Namiotko ze stanowiska podsekretarz stanu w Ministerstwie Infrastruktury (powołana na to stanowisko 28 listopada 2007). |
| 24 listopada 2011 | |
| - Ewy Kierzkowskiej na stanowisko sekretarza stanu w Kancelarii Premiera, - Ilony Antoniszyn-Klik na stanowisko podsekretarza stanu w Ministerstwie Gospodarki, - Adama Jassera, podsekretarza stanu w Kancelarii Premiera, na stanowisko wiceprzewodniczącego Komitetu Stałego Rady Ministrów. | – |
| 25 listopada 2011 | |
| - Piotra Stachańczyka na stanowisko sekretarza stanu w Ministerstwie Spraw Wewnętrznych, - Adama Rapackiego na stanowisko podsekretarza stanu w Ministerstwie Spraw Wewnętrznych. | - Adama Rapackiego ze stanowiska podsekretarza stanu w Ministerstwie Spraw Wewnętrznych i Administracji (powołany na to stanowisko 20 listopada 2007), - Piotra Stachańczyka ze stanowiska podsekretarza stanu w Ministerstwie Spraw Wewnętrznych i Administracji (powołany na to stanowisko 20 listopada 2007). |
| 28 listopada 2011 | |
| - Stanisława Rakoczego na stanowisko podsekretarza stanu w Ministerstwie Spraw Wewnętrznych. | – |
| 30 listopada 2011 | |
| – | - Julii Pitery ze stanowisk sekretarza stanu w Kancelarii Premiera (powołana na to stanowisko 22 listopada 2007) i pełnomocnika Rządu ds. opracowania programu zapobiegania nieprawidłowościom w instytucjach publicznych (powołana na to stanowisko 5 grudnia 2007), - Rafała Baniaka ze stanowiska podsekretarza stanu w Ministerstwie Gospodarki (powołany na to stanowisko 17 grudnia 2007), - Jarosława Wojtowicza ze stanowiska podsekretarza stanu w Ministerstwie Rolnictwa i Rozwoju Wsi (powołany na to stanowisko 10 lutego 2011). |
| 1 grudnia 2011 | |
| - Agnieszki Kozłowskiej-Rajewicz na stanowiska sekretarza stanu w Kancelarii Premiera i na pełnomocnika Rządu ds. równego statusu kobiet i mężczyzn, - Rafała Baniaka na stanowisko podsekretarza stanu w Ministerstwie Skarbu Państwa, - Beaty Jaczewskiej na stanowisko podsekretarza stanu w Ministerstwie Środowiska. | – |
| 8 grudnia 2011 | |
| - Grzegorza Karpińskiego na stanowisko sekretarza stanu w Ministerstwie Sportu i Turystyki. | - Ryszarda Stachurskiego ze stanowiska sekretarza stanu w Ministerstwie Sportu i Turystyki (powołany na to stanowisko 4 lutego 2010). |
| 9 grudnia 2011 | |
| – | - Adama Fronczaka ze stanowiska podsekretarza stanu w Ministerstwie Zdrowia (powołany na to stanowisko 21 grudnia 2007). |
| 12 grudnia 2011 | |
| - Małgorzaty Chomycz na stanowisko wojewody podkarpackiego, - Jolanty Szołno-Koguc na stanowisko wojewody lubelskiego, - Marcina Jabłońskiego na stanowisko wojewody lubuskiego, - Jerzego Millera na stanowisko wojewody małopolskiego, - Ryszarda Stachurskiego na stanowisko wojewody pomorskiego, - Pawła Orłowskiego na stanowisko podsekretarza stanu w Ministerstwie Rozwoju Regionalnego, - Igora Ostrowskiego na stanowisko podsekretarza stanu w Ministerstwie Administracji i Cyfryzacji, - Piotra Grzegorza Woźniaka na stanowiska podsekretarza stanu w Ministerstwie Środowiska i głównego geologa kraju, - Anety Wilmańskiej na stanowisko podsekretarza stanu w Ministerstwie Środowiska, - Tomasza Borkowskiego na stanowisko sekretarza Kolegium do Spraw Służb Specjalnych. | - Jacka Cichockiego, ministra spraw wewnętrznych, ze stanowiska sekretarza Kolegium ds. Służb Specjalnych (powołany na to stanowisko 22 stycznia 2008), - Adama Leszkiewicza ze stanowiska podsekretarza stanu w Ministerstwie Skarbu Państwa (powołany na to stanowisko 29 kwietnia 2009), - Henryka Jacka Jezierskiego ze stanowisk podsekretarza stanu w Ministerstwie Środowiska i głównego geologa kraju (powołany na to stanowisko 26 listopada 2007), - Stanisława Kracika ze stanowiska wojewody małopolskiego (powołany na to stanowisko 29 października 2009). |
| 14 grudnia 2011 | |
| - Michała Królikowskiego na stanowisko podsekretarza stanu w Ministerstwie Sprawiedliwości. | – |
| 19 grudnia 2011 | |
| – | - Bernarda Błaszczyka ze stanowiska podsekretarza stanu w Ministerstwie Środowiska (powołany na to stanowisko 4 sierpnia 2008), - Zbigniewa Wrony ze stanowiska podsekretarza stanu w Ministerstwie Sprawiedliwości (powołany na to stanowisko 20 listopada 2007), - Joanny Maćkowiak-Pandery ze stanowiska podsekretarza stanu w Ministerstwie Środowiska (powołana na to stanowisko 11 maja 2011), - Wiesława Szczuki ze stanowisk podsekretarza stanu w Ministerstwie Finansów i Głównego Rzecznika dyscypliny finansów publicznych (powołany na to stanowisko 1 lipca 2010). |
| 20 grudnia 2011 | |
| - Tomasza Tomczykiewicza na stanowisko sekretarza stanu w Ministerstwie Gospodarki. | – |
| 21 grudnia 2011 | |
| - Andrzeja Dychy na stanowisko podsekretarza stanu w Ministerstwie Gospodarki, - Mirosława Sekuły na stanowiska podsekretarza stanu w Ministerstwie Finansów i Głównego Rzecznika dyscypliny finansów publicznych. | – |
| 27 grudnia 2011 | |
| – | - Krzysztofa Walenczaka ze stanowiska podsekretarza stanu w Ministerstwie Skarbu Państwa (powołany na to stanowisko 20 sierpnia 2010). |
| 29 grudnia 2011 | |
| - Mieczysława Kasprzaka, sekretarza stanu w Ministerstwie Gospodarki, na stanowisko pełnomocnika Rządu ds. deregulacji gospodarczych. | – |

### Rok 2012
| Powołanie | Odwołanie |
| 3 stycznia 2012 | 3 stycznia 2012 |
| --- | --- |
| – | - Adama Rapackiego ze stanowiska podsekretarza stanu w Ministerstwie Spraw Wewnętrznych (powołany na to stanowisko 25 listopada 2011). |
| 4 stycznia 2012 | |
| - Michała Deskura na stanowisko podsekretarza stanu w Ministerstwie Spraw Wewnętrznych, - Romana Dmowskiego na stanowisko podsekretarza stanu w Ministerstwie Spraw Wewnętrznych. | – |
| 5 stycznia 2012 | |
| - Jacka Foksa na stanowisko podsekretarza stanu w Ministerstwie Sportu i Turystyki, - Tomasza Lenkiewicza na stanowisko podsekretarza stanu w Ministerstwie Skarbu Państwa. | - Tomasza Półgrabskiego ze stanowiska podsekretarza stanu w Ministerstwie Sportu i Turystyki (powołany na to stanowisko 26 listopada 2007). |
| 12 stycznia 2012 | |
| - Małgorzaty Omilanowskiej na stanowisko podsekretarza stanu w Ministerstwie Kultury i Dziedzictwa Narodowego. | – |
| 17 stycznia 2012 | |
| - Tadeusza Sławeckiego na stanowisko sekretarza stanu w Ministerstwie Edukacji Narodowej, - Joanny Berdzik na stanowisko podsekretarza stanu w Ministerstwie Edukacji Narodowej. | - Lilli Jaroń ze stanowiska podsekretarza stanu w Ministerstwie Edukacji Narodowej (powołana na to stanowisko 27 sierpnia 2009). |
| 18 stycznia 2012 | |
| - Katarzyny Pełczyńskiej-Nałęcz na stanowisko podsekretarza stanu w Ministerstwie Spraw Zagranicznych. | - Krzysztofa Stanowskiego ze stanowiska podsekretarza stanu w Ministerstwie Spraw Zagranicznych (powołany na to stanowisko 15 września 2010). |
| 23 stycznia 2012 | |
| - Konrada Niklewicza na stanowisko podsekretarza stanu w Ministerstwie Rozwoju Regionalnego, - Pawła Tamborskiego na stanowisko podsekretarza stanu w Ministerstwie Skarbu Państwa. | – |
| 31 stycznia 2012 | |
| – | - Macieja Banacha ze stanowiska podsekretarza stanu w Ministerstwie Nauki i Szkolnictwa Wyższego (powołany na to stanowisko 1 października 2010), - Zbigniewa Marciniaka ze stanowiska podsekretarza stanu w Ministerstwie Nauki i Szkolnictwa Wyższego (powołany na to stanowisko 31 grudnia 2009), - Macieja Kaliskiego ze stanowiska podsekretarza stanu w Ministerstwie Gospodarki (powołany na to stanowisko 15 czerwca 2011). |
| 1 lutego 2012 | |
| - Stanisława Karpińskiego na stanowisko sekretarza stanu w Ministerstwie Nauki i Szkolnictwa Wyższego, - Darii Nałęcz na stanowisko podsekretarza stanu w Ministerstwie Nauki i Szkolnictwa Wyższego, - Marka Ratajczaka na stanowisko podsekretarza stanu w Ministerstwie Nauki i Szkolnictwa Wyższego, - Mariusza Haładyja na stanowisko podsekretarza stanu w Ministerstwie Gospodarki, | - Marii Orłowskiej ze stanowiska sekretarza stanu w Ministerstwie Nauki i Szkolnictwa Wyższego (powołana na to stanowisko 1 stycznia 2008), - Magdaleny Gaj ze stanowiska podsekretarza stanu w Ministerstwie Administracji i Cyfryzacji (powołana na to stanowisko 23 listopada 2011), - Ludwika Koteckiego ze stanowisk sekretarza stanu w Ministerstwie Finansów (powołany na to stanowisko 28 grudnia 2010) i pełnomocnika Rządu ds. koordynacji przygotowań do wprowadzenia w Polsce wspólnej waluty (powołany na to stanowisko 16 stycznia 2009). |
| 2 lutego 2012 | |
| - Marii Orłowskiej na stanowiska sekretarza stanu w Ministerstwie Finansów i pełnomocnika Rządu ds. koordynacji przygotowań do wprowadzenia w Polsce wspólnej waluty, - Magdaleny Wilamowskiej na stanowisko podsekretarza stanu w Ministerstwie Administracji i Cyfryzacji. | – |
| 3 lutego 2012 | |
| - Jacka Gołaczyńskiego na stanowisko podsekretarza stanu w Ministerstwie Sprawiedliwości. | - Igora Dzialuka ze stanowiska podsekretarza stanu w Ministerstwie Sprawiedliwości (powołany na to stanowisko 4 marca 2009), - Piotra Kluza ze stanowiska podsekretarza stanu w Ministerstwie Sprawiedliwości (powołany na to stanowisko 20 lipca 2009). |
| 10 lutego 2012 | |
| - Mariana Starownika na stanowisko wicewojewody lubelskiego, - Jacka Gulińskiego na stanowisko podsekretarza stanu w Ministerstwie Nauki i Szkolnictwa Wyższego. | - Witolda Jurka ze stanowiska podsekretarza stanu w Ministerstwie Nauki i Szkolnictwa Wyższego (powołany na to stanowisko 1 października 2010), - Andrzeja Włodarczyka ze stanowiska podsekretarza stanu w Ministerstwie Zdrowia (powołany na to stanowisko 26 stycznia 2011). |
| 13 lutego 2012 | |
| – | - Andrzeja Reguły ze stanowiska wicewojewody podkarpackiego (powołany na to stanowisko 19 stycznia 2011). |
| 14 lutego 2012 | |
| - Alicji Wosik na stanowisko wicewojewody podkarpackiego. | – |
| 16 lutego 2012 | |
| - Ewy Mańkowskiej na stanowisko wicewojewody dolnośląskiego. | – |
| 28 lutego 2012 | |
| – | - Radosława Stępnia ze stanowiska podsekretarza stanu w Ministerstwie Transportu, Budownictwa i Gospodarki Morskiej (powołany na to stanowisko 23 listopada 2011). |
| 29 lutego 2012 | |
| - Aleksandra Soplińskiego na stanowisko podsekretarza stanu w Ministerstwie Zdrowia. | – |
| 1 marca 2012 | |
| - Małgorzaty Olszewskiej na stanowisko podsekretarza stanu w Ministerstwie Administracji i Cyfryzacji. | – |
| 6 marca 2012 | |
| - Agnieszki Pachciarz na stanowisko podsekretarza stanu w Ministerstwie Zdrowia. | – |
| 21 marca 2012 | |
| – | - Piotra Kołodziejczyka ze stanowiska podsekretarza stanu w Ministerstwie Administracji i Cyfryzacji (powołany na to stanowisko 23 listopada 2011). |
| marzec 2012 | |
| – | - Jana Borkowskiego ze stanowiska sekretarza stanu w Ministerstwie Spraw Zagranicznych (powołany na to stanowisko 26 listopada 2007). |
| 2 kwietnia 2012 | |
| - Wojciecha Węgrzyna na stanowisko podsekretarza stanu w Ministerstwie Sprawiedliwości. | – |
| 18 kwietnia 2012 | |
| - Jacka Męciny na stanowisko sekretarza stanu w Ministerstwie Pracy i Polityki Społecznej. | – |
| 25 kwietnia 2012 | |
| - Beaty Oczkowicz na stanowisko podsekretarza stanu w Ministerstwie Obrony Narodowej. - Macieja Jakubowskiego na stanowisko podsekretarza stanu w Ministerstwie Edukacji Narodowej. - Pawła Bejdy na stanowisko wicewojewody łódzkiego. | - Beaty Oczkowicz ze stanowiska wicewojewody świętokrzyskiego (powołana na to stanowisko 7 marca 2011). |
| 26 kwietnia 2012 | |
| – | - Mikołaja Dowgielewicza ze stanowisk pełnomocnika Rządu ds. polskiej prezydencji w UE (powołany na to stanowisko 15 lipca 2008) i sekretarza stanu ds. europejskich w Ministerstwie Spraw Zagranicznych (powołany na to stanowisko 1 stycznia 2010). |
| 27 kwietnia 2012 | |
| - Andrzeja Ręgowskiego na stanowisko podsekretarza stanu w Ministerstwie Administracji i Cyfryzacji. | – |
| 2 maja 2012 | |
| – | - Stanisława Karpińskiego ze stanowiska sekretarza stanu w Ministerstwie Nauki i Szkolnictwa Wyższego (powołany na to stanowisko 1 lutego 2012). |
| 16 maja 2012 | |
| - Bogdana Dombrowskiego na stanowisko podsekretarza stanu w Ministerstwie Rolnictwa i Rozwoju Wsi. | – |
| 22 maja 2012 | |
| - Piotra Serafina na stanowisko sekretarza stanu ds. europejskich w Ministerstwie Spraw Zagranicznych. | – |
| 25 maja 2012 | |
| – | - Marii Orłowskiej ze stanowisk sekretarza stanu w Ministerstwie Finansów i pełnomocnika Rządu ds. koordynacji przygotowań do wprowadzenia w Polsce wspólnej waluty (powołana na to stanowisko 2 lutego 2012). |
| 28 maja 2012 | |
| - Marii Orłowskiej na stanowisko sekretarza stanu w Ministerstwie Nauki i Szkolnictwa Wyższego. | – |
| 31 maja 2012 | |
| – | - Marcina Idzika ze stanowiska podsekretarza stanu w Ministerstwie Obrony Narodowej (powołany na to stanowisko 12 listopada 2009). |
| 4 czerwca 2012 | |
| – | - Marka Habera ze stanowiska podsekretarza stanu w Ministerstwie Zdrowia (powołany na to stanowisko 26 czerwca 2008). |
| 5 czerwca 2012 | |
| - Igora Radziewicza-Winnickiego na stanowisko podsekretarza stanu w Ministerstwie Zdrowia. | – |
| 11 czerwca 2012 | |
| - Janusza Ciska na stanowisko podsekretarza stanu w Ministerstwie Spraw Zagranicznych. | – |
| 15 czerwca 2012 | |
| – | - Zdzisława Gawlika ze stanowiska podsekretarza stanu w Ministerstwie Skarbu Państwa (powołany na to stanowisko 21 listopada 2007). |
| 20 czerwca 2012 | |
| - Urszuli Pasławskiej na stanowisko podsekretarza stanu w Ministerstwie Skarbu Państwa. | – |
| 22 czerwca 2012 | |
| - Jacka Dominika, podsekretarza stanu w Ministerstwie Finansów, na stanowisko pełnomocnika Rządu ds. koordynacji przygotowań do wprowadzenia w Polsce wspólnej waluty. | – |
| 25 czerwca 2012 | |
| - Waldemara Skrzypczaka na stanowisko podsekretarza stanu w Ministerstwie Obrony Narodowej. | – |
| 27 czerwca 2012 | |
| – | - Agnieszki Pachciarz ze stanowiska podsekretarza stanu w Ministerstwie Zdrowia (powołana na to stanowisko 6 marca 2012). |
| 16 lipca 2012 | |
| - Grzegorza Dziubka na stanowisko wicewojewody świętokrzyskiego. | – |
| 20 lipca 2012 | |
| – | - Jana Burego ze stanowiska sekretarza stanu w Ministerstwie Skarbu Państwa (powołany na to stanowisko 20 listopada 2007). |
| 26 lipca 2012 | |
| – | - Marka Sawickiego z urzędu ministra rolnictwa i rozwoju wsi (powołany na ten urząd 18 listopada 2011). |
| 27 lipca 2012 | |
| – | - Andrzeja Butry ze stanowiska podsekretarza stanu w Ministerstwie Rolnictwa i Rozwoju Wsi (powołany na to stanowisko 10 lutego 2011), - Bogdana Dombrowskiego ze stanowiska podsekretarza stanu w Ministerstwie Rolnictwa i Rozwoju Wsi (powołany na to stanowisko 16 maja 2012). |
| 31 lipca 2012 | |
| - Stanisława Kalemby na urząd ministra rolnictwa i rozwoju wsi. | - Dominika Radziwiłła ze stanowiska podsekretarza stanu w Ministerstwie Finansów (powołany na to stanowisko 13 lutego 2009), - Igora Ostrowskiego ze stanowiska podsekretarza stanu w Ministerstwie Administracji i Cyfryzacji (powołany na to stanowisko 12 grudnia 2011). |
| 3 sierpnia 2012 | |
| – | - Jakuba Szulca ze stanowiska sekretarza stanu w Ministerstwie Zdrowia (powołany na to stanowisko 20 października 2008). |
| 6 sierpnia 2012 | |
| - Sławomira Neumanna na stanowisko sekretarza stanu w Ministerstwie Zdrowia. | – |
| 20 sierpnia 2012 | |
| - Krzysztofa Chlebusa na stanowisko podsekretarza stanu w Ministerstwie Zdrowia. | – |
| 21 sierpnia 2012 | |
| – | - Zbigniewa Włosowicza ze stanowiska podsekretarza stanu w Ministerstwie Obrony Narodowej (powołany na to stanowisko 8 czerwca 2010). |
| 22 sierpnia 2012 | |
| - Roberta Kupieckiego na stanowisko podsekretarza stanu w Ministerstwie Obrony Narodowej. | – |
| 27 sierpnia 2012 | |
| - Wojciecha Kowalczyka na stanowisko podsekretarza stanu w Ministerstwie Finansów. | – |
| 13 września 2012 | |
| - Zofii Szalczyk na stanowisko podsekretarza stanu w Ministerstwie Rolnictwa i Rozwoju Wsi. | – |
| 17 swrześnia 2012 | |
| – | - Grzegorza Wałejko ze stanowiska podsekretarza stanu w Ministerstwie Sprawiedliwości (powołany na to stanowisko 16 marca 2011). |
| 18 września 2012 | |
| - Wojciecha Hajduka na stanowisko podsekretarza stanu w Ministerstwie Sprawiedliwości. | – |
| 31 października 2012 | |
| – | - Mirosława Sielatyckiego ze stanowiska podsekretarza stanu w Ministerstwie Edukacji Narodowej (powołany na to stanowisko 21 kwietnia 2010). |
| 19 listopada 2012 | |
| - Elżbiety Seredyn na stanowisko podsekretarza stanu w Ministerstwie Pracy i Polityki Społecznej. | – |
| 27 listopada 2012 | |
| – | - Waldemara Pawlaka z urzędów wicepremiera i ministra gospodarki (powołany na te urzędy 18 listopada 2011). |
| 30 listopada 2012 | |
| – | - Konrada Niklewicza ze stanowiska podsekretarza stanu w Ministerstwie Rozwoju Regionalnego (powołany na to stanowisko 23 stycznia 2012). |
| 6 grudnia 2012 | |
| - Janusza Piechocińskiego na urzędy wicepremiera i ministra gospodarki. | – |
| 8 grudnia 2012 | |
| - Tomasza Półgrabskiego na stanowisko podsekretarza stanu w Ministerstwie Sportu i Turystyki. | - Jacka Foksa ze stanowiska podsekretarza stanu w Ministerstwie Sportu i Turystyki (powołany na to stanowisko 5 stycznia 2012). |
| 17 grudnia 2012 | |
| - Krystyny Gurbiel na stanowisko podsekretarza stanu w Ministerstwie Rolnictwa i Rozwoju Wsi. | – |

### Rok 2013
| Powołanie | Odwołanie |
| 15 stycznia 2013 | 15 stycznia 2013 |
| --- | --- |
| - Janusza Cichonia na stanowisko sekretarza stanu w Ministerstwie Finansów. | – |
| 21 stycznia 2013 | |
| – | - Mirosława Sekuły ze stanowisk podsekretarza stanu w Ministerstwie Finansów i głównego rzecznika dyscypliny finansów publicznych (powołany na te stanowiska 21 grudnia 2011), - Stanisława Dąbrowy ze stanowiska I wicewojewody śląskiego (powołany na to stanowisko 21 grudnia 2007). |
| 30 stycznia 2013 | |
| - Przemysława Krzyżanowskiego na stanowisko podsekretarza stanu w Ministerstwie Edukacji Narodowej. | – |
| 7 lutego 2013 | |
| - Jerzego Pietrewicza na stanowiska sekretarza stanu w Ministerstwie Gospodarki i pełnomocnika Rządu ds. deregulacji gospodarczych. | - Mieczysława Kasprzaka ze stanowisk sekretarza stanu w Ministerstwie Gospodarki (powołany na to stanowisko 10 stycznia 2011) i pełnomocnika Rządu ds. deregulacji gospodarczych (powołany na to stanowisko 29 grudnia 2011). |
| 25 lutego 2013 | |
| - Jacka Rostowskiego, ministra finansów, na urząd wicepremiera, - Jacka Cichockiego na urzędy ministra-członka Rady Ministrów, szefa Kancelarii Prezesa Rady Ministrów, przewodniczącego Komitetu Stałego Rady Ministrów, - Bartłomieja Sienkiewicza na urząd ministra spraw wewnętrznych. | - Tomasza Arabskiego z urzędów ministra-członka Rady Ministrów, szefa Kancelarii Prezesa Rady Ministrów, przewodniczącego Komitetu Stałego Rady Ministrów (powołany na te urzędy 18 listopada 2011), - Jacka Cichockiego z urzędu ministra spraw wewnętrznych (powołany na ten urząd 18 listopada 2011), - Ewy Kierzkowskiej ze stanowiska sekretarza stanu w Kancelarii Premiera (powołana na to stanowisko 24 listopada 2011), - Michała Deskura ze stanowiska podsekretarza stanu w Ministerstwa Spraw Wewnętrznych (powołany na to stanowisko 4 stycznia 2012). |
| 26 lutego 2013 | |
| - Tomasza Jędrzejczaka na stanowisko sekretarza stanu w Kancelarii Premiera. | – |
| 27 lutego 2013 | |
| - Michała Deskura na stanowisko sekretarza stanu w Kancelarii Premiera. | – |
| 28 lutego 2013 | |
| - Marcina Kubiaka na stanowisko podsekretarza stanu w Ministerstwie Rozwoju Regionalnego, - Andrzeja Pilota na stanowisko I wicewojewody śląskiego. | – |
| 7 marca 2013 | |
| - Michała Deskura, sekretarza stanu w Kancelarii Premiera, na stanowisko zastępcy szefa Kancelarii Premiera. | - Wojciecha Nowickiego, podsekretarza stanu w Kancelarii Premiera, ze stanowiska zastępcy szefa Kancelarii Premiera (powołany na to stanowisko 11 kwietnia 2011). |
| 18 marca 2013 | |
| – | - Grażyny Bernatowicz ze stanowiska podsekretarza stanu w Ministerstwie Spraw Zagranicznych (powołana na to stanowisko 28 listopada 2007). |
| 21 marca 2013 | |
| - Adama Jassera, sekretarza Rady Gospodarczej przy Premierze, wiceprzewodniczącego Komitetu Stałego Rady Ministrów, pełnomocnika Premiera ds. ograniczenia biurokracji, na stanowisko sekretarza stanu w Kancelarii Premiera. | - Adama Jassera, sekretarza Rady Gospodarczej przy Premierze, wiceprzewodniczącego Komitetu Stałego Rady Ministrów, pełnomocnika Premiera ds. ograniczenia biurokracji, ze stanowiska podsekretarza stanu w Kancelarii Premiera (powołany na to stanowisko 1 marca 2010). |
| 22 marca 2013 | |
| - Marcina Jabłońskiego i Rafała Magrysia na stanowiska podsekretarzy stanu w Ministerstwie Spraw Wewnętrznych. | - Romana Dmowskiego ze stanowiska podsekretarza stanu w Ministerstwie Spraw Wewnętrznych (powołany na to stanowisko 4 stycznia 2012). |
| 11 kwietnia 2013 | |
| - Izabeli Leszczyny na stanowiska sekretarza stanu w Ministerstwie Finansów i pełnomocnika Rządu ds. Informacji i Edukacji Finansowej w zakresie Budżetu, Finansów Publicznych i Instytucji Finansowych oraz Ochrony Finansów Publicznych. | – |
| 15 kwietnia 2013 | |
| - Artura Nowaka-Far na stanowisko podsekretarza stanu w Ministerstwie Spraw Zagranicznych. | - Macieja Szpunara ze stanowiska podsekretarza stanu w Ministerstwie Spraw Zagranicznych (powołany na to stanowisko 1 stycznia 2010). |
| 16 kwietnia 2013 | |
| - Henryki Mościckiej-Dendys na stanowisko podsekretarza stanu w Ministerstwie Spraw Zagranicznych. | – |
| 19 kwietnia 2013 | |
| – | - Włodzimierza Karpińskiego ze stanowiska sekretarza stanu w Ministerstwie Administracji i Cyfryzacji (powołany na to stanowisko 23 listopada 2011). |
| 24 kwietnia 2013 | |
| - Włodzimierza Karpińskiego na urząd ministra skarbu państwa. | - Mikołaja Budzanowskiego z urzędu ministra skarbu państwa (powołany na ten urząd 18 listopada 2011), - Janusza Ciska ze stanowiska podsekretarza stanu w Ministerstwie Spraw Zagranicznych (powołany na to stanowisko 11 czerwca 2012). |
| 29 kwietnia 2013 | |
| - Jerzego Ostroucha na stanowisko wojewody lubuskiego, - Macieja Grabowskiego, podsekretarza stanu w Ministerstwie Finansów, na stanowisko Głównego Rzecznika Dyscypliny Finansów Publicznych. | – |
| 6 maja 2013 | |
| - Marka Biernackiego na urząd ministra sprawiedliwości. | - Jarosława Gowina z urzędu ministra sprawiedliwości (powołany na ten urząd 18 listopada 2011). |
| 23 maja 2013 | |
| - Małgorzaty Marcińskiej na stanowisko podsekretarza stanu w Ministerstwie Pracy i Polityki Społecznej. | - Czesławy Ostrowskiej ze stanowiska podsekretarza stanu w Ministerstwie Pracy i Polityki Społecznej (powołana na to stanowisko 21 listopada 2007). |
| 6 czerwca 2013 | |
| - Stanisława Huskowskiego na stanowisko sekretarza stanu w Ministerstwie Administracji i Cyfryzacji. | – |
| 10 czerwca 2013 | |
| – | - Tomasza Lenkiewicza ze stanowiska podsekretarza stanu w Ministerstwie Skarbu Państwa (powołany na to stanowisko 5 stycznia 2012). |
| 17 czerwca 2013 | |
| – | - Tadeusza Jarmuziewicza ze stanowiska sekretarza stanu w Ministerstwie Transportu, Budownictwa i Gospodarki Morskiej (powołany na to stanowisko 23 listopada 2011). |
| 18 czerwca 2013 | |
| - Doroty Podedwornej-Tarnowskiej na stanowisko podsekretarza stanu w Ministerstwie Finansów. | – |
| 19 czerwca 2013 | |
| - Zbigniewa Rynasiewicza na stanowisko sekretarza stanu w Ministerstwie Transportu, Budownictwa i Gospodarki Morskiej. | – |
| 1 lipca 2013 | |
| - Zdzisława Gawlika na stanowisko sekretarza stanu w Ministerstwie Skarbu Państwa. | – |
| 5 lipca 2013 | |
| – | - Jerzego Pomianowskiego ze stanowiska podsekretarza stanu w Ministerstwie Spraw Zagranicznych (powołany na to stanowisko 1 lipca 2011). |
| 16 lipca 2013 | |
| - Jerzego Kozdronia na stanowisko sekretarza stanu w Ministerstwie Sprawiedliwości, - Stanisława Chmielewskiego na stanowisko podsekretarza stanu w Ministerstwie Sprawiedliwości. | - Stanisława Chmielewskiego ze stanowiska sekretarza stanu w Ministerstwie Sprawiedliwości (powołany na to stanowisko 17 listopada 2009). |
| 1 września 2013 | |
| - Bogdana Dombrowskiego na stanowisko podsekretarza stanu w Ministerstwie Administracji i Cyfryzacji. | – |
| 3 września 2013 | |
| – | - Anny Wypych-Namiotko ze stanowiska podsekretarza stanu w Ministerstwie Transportu, Budownictwa i Gospodarki Morskiej (powołana na to stanowisko 23 listopada 2011). |
| 4 września 2013 | |
| - Doroty Pyć na stanowisko podsekretarza stanu w Ministerstwie Transportu, Budownictwa i Gospodarki Morskiej. | – |
| 12 września 2013 | |
| - Romana Dmowskiego na stanowisko podsekretarza stanu w Ministerstwie Administracji i Cyfryzacji. | – |
| 30 września 2013 | |
| – | - Jacka Gołaczyńskiego ze stanowiska podsekretarza stanu w Ministerstwie Sprawiedliwości (powołany na to stanowisko 3 lutego 2012). |
| 31 października 2013 | |
| – | - Beaty Stelmach ze stanowiska podsekretarza stanu w Ministerstwie Spraw Zagranicznych (powołana na to stanowisko 1 maja 2011). |
| 1 listopada 2013 | |
| - Katarzyny Kacperczyk na stanowisko podsekretarza stanu w Ministerstwie Spraw Zagranicznych. | – |
| 27 listopada 2013 | |
| - Elżbiety Bieńkowskiej na urzędy wicepremiera oraz ministra infrastruktury i rozwoju, - Mateusza Szczurka na urząd ministra finansów, - Joanny Kluzik-Rostkowskiej na urząd ministra edukacji narodowej, - Andrzeja Biernata na urząd ministra sportu i turystyki, - Macieja Grabowskiego na urząd ministra środowiska, - Marcina Korolca na stanowiska sekretarza stanu w Ministerstwie Środowiska i pełnomocnika Rządu ds. polityki klimatycznej. | - Jacka Rostowskiego z urzędów wicepremiera i ministra finansów (powołany na te urzędy 18 listopada 2011), - Elżbiety Bieńkowskiej z urzędu ministra rozwoju regionalnego (powołana na ten urząd 18 listopada 2011), - Sławomira Nowaka z urzędu ministra transportu, budownictwa i gospodarki morskiej (powołany na ten urząd 18 listopada 2011), - Krystyny Szumilas z urzędu ministra edukacji narodowej (powołana na ten urząd 18 listopada 2011), - Joanny Muchy z urzędu ministra sportu i turystyki (powołana na ten urząd 18 listopada 2011), - Marcina Korolca z urzędu ministra środowiska (powołany na ten urząd 18 listopada 2011), - Barbary Kudryckiej z urzędu ministra nauki i szkolnictwa wyższego (powołana na ten urząd 18 listopada 2011), - Michała Boniego z urzędu ministra administracji i cyfryzacji (powołany na ten urząd 18 listopada 2011), - Macieja Grabowskiego ze stanowisk podsekretarza stanu w Ministerstwie Finansów (powołany na to stanowisko 13 listopada 2008) i Głównego Rzecznika Dyscypliny Finansów Publicznych (powołany na to stanowisko 29 kwietnia 2013), - Adama Zdziebło ze stanowiska sekretarza stanu w Ministerstwie Rozwoju Regionalnego (powołany na to stanowisko 16 lutego 2010), - Iwony Wendel ze stanowiska podsekretarza stanu w Ministerstwie Rozwoju Regionalnego (powołana na to stanowisko 5 stycznia 2011), - Marcelego Niezgody ze stanowiska podsekretarza stanu w Ministerstwie Rozwoju Regionalnego (powołany na to stanowisko 24 stycznia 2011), - Pawła Orłowskiego ze stanowiska podsekretarza stanu w Ministerstwie Rozwoju Regionalnego (powołany na to stanowisko 12 grudnia 2011), - Marcina Kubiaka ze stanowiska podsekretarza stanu w Ministerstwie Rozwoju Regionalnego (powołany na to stanowisko 28 lutego 2013), - Zbigniewa Rynasiewicza ze stanowiska sekretarza stanu w Ministerstwie Transportu, Budownictwa i Gospodarki Morskiej (powołany na to stanowisko 19 czerwca 2013), - Patrycji Wolińskiej, Macieja Jankowskiego, Andrzeja Massela, Piotra Stycznia i Janusza Żbika ze stanowisk podsekretarzy stanu w Ministerstwie Transportu, Budownictwa i Gospodarki Morskiej (powołani na te stanowiska 23 listopada 2011), - Doroty Pyć ze stanowiska podsekretarza stanu w Ministerstwie Transportu, Budownictwa i Gospodarki Morskiej (powołana na to stanowisko 4 września 2013). |
| 28 listopada 2013 | |
| - Zbigniewa Rynasiewicza na stanowiska sekretarza stanu w Ministerstwie Infrastruktury i Rozwoju i pełnomocnika Rządu ds. zarządzania infrastrukturą drogową, - Adama Zdziebło na stanowisko sekretarza stanu w Ministerstwie Infrastruktury i Rozwoju, - Doroty Pyć, Iwony Wendel, Marcina Kubiaka, Marcelego Niezgody, Pawła Orłowskiego i Janusza Żbika na stanowiska podsekretarzy stanu w Ministerstwie Infrastruktury i Rozwoju.               | - Waldemara Skrzypczaka ze stanowiska podsekretarza stanu w Ministerstwie Obrony Narodowej (powołany na to stanowisko 25 czerwca 2012). |
| 3 grudnia 2013 | |
| - Leny Kolarskiej-Bobińskiej na urząd ministra nauki i szkolnictwa wyższego, - Rafała Trzaskowskiego na urząd ministra administracji i cyfryzacji. | – |
| 4 grudnia 2013 | |
| – | - Marii Orłowskiej ze stanowiska sekretarza stanu w Ministerstwie Nauki i Szkolnictwa Wyższego (powołana na to stanowisko 28 maja 2012). |
| 18 grudnia 2013 | |
| – | - Beaty Jaczewskiej ze stanowiska podsekretarza stanu w Ministerstwie Środowiska (powołana na to stanowisko 1 grudnia 2011), - Anety Wilmańskiej ze stanowiska podsekretarza stanu w Ministerstwie Środowiska (powołana na to stanowisko 12 grudnia 2011). |
| 19 grudnia 2013 | |
| - Sławomira Brodzińskiego na stanowiska podsekretarza stanu w Ministerstwie Środowiska i Głównego Geologa Kraju. | - Piotr Woźniaka ze stanowisk podsekretarza stanu w Ministerstwie Środowiska i Głównego Geologa Kraju (powołany na te stanowiska 12 grudnia 2011). |
| 31 grudnia 2013 | |
| – | - Andrzeja Parafionowicza ze stanowisk podsekretarza stanu, Generalnego Inspektora Informacji Finansowej, Generalnego Inspektora Kontroli Skarbowej w Ministerstwie Finansów i pełnomocnika Rządu ds. Zwalczania Nieprawidłowości Finansowych na Szkodę Rzeczypospolitej Polskiej lub Unii Europejskiej (powołany na te stanowiska 22 listopada 2007). |

### Rok 2014
| Powołanie | Odwołanie |
| 1 stycznia 2014 | 1 stycznia 2014 |
| --- | --- |
| - Agnieszki Królikowskiej na stanowiska podsekretarza stanu, Generalnego Inspektora Informacji Finansowej, Generalnego Inspektora Kontroli Skarbowej w Ministerstwie Finansów i pełnomocnika Rządu ds. Zwalczania Nieprawidłowości Finansowych na Szkodę Rzeczypospolitej Polskiej lub Unii Europejskiej. | – |
| 7 stycznia 2014 | |
| - Małgorzaty Kidawy-Błońskiej na stanowiska rzecznika prasowego Rządu i sekretarza stanu w Kancelarii Premiera, - Macieja Jankowskiego na stanowisko podsekretarza stanu w Ministerstwie Obrony Narodowej.                                                                                                | - Pawła Grasia, sekretarza stanu w Kancelarii Premiera, ze stanowiska rzecznika prasowego Rządu (powołany na to stanowisko 23 lutego 2009). |
| 10 stycznia 2014 | |
| - Piotra Warczyńskiego na stanowisko podsekretarza stanu w Ministerstwie Zdrowia. | - Krzysztofa Chlebusa ze stanowiska podsekretarza stanu w Ministerstwie Zdrowia (powołany na to stanowisko 20 sierpnia 2012). |
| 13 stycznia 2014 | |
| - Zbigniewa Klepackiego na stanowisko podsekretarza stanu w Ministerstwie Infrastruktury i Rozwoju. | - Macieja Jakubowskiego ze stanowiska podsekretarza stanu w Ministerstwie Edukacji Narodowej (powołany na to stanowisko 25 kwietnia 2012). |
| 22 stycznia 2014 | |
| - Janusza Ostapiuka na stanowisko podsekretarza stanu w Ministerstwie Środowiska. | – |
| 23 stycznia 2014 | |
| - Marka Ratajczaka na stanowisko sekretarza stanu w Ministerstwie Nauki i Szkolnictwa Wyższego, - Grzegorza Karpińskiego na stanowisko podsekretarza stanu w Ministerstwie Spraw Wewnętrznych. | - Marka Ratajczaka ze stanowiska podsekretarza stanu w Ministerstwie Nauki i Szkolnictwa Wyższego (powołany na to stanowisko 1 lutego 2012), - Marcina Jabłońskiego ze stanowiska podsekretarza stanu w Ministerstwie Spraw Wewnętrznych (powołany na to stanowisko 22 marca 2013), - Grzegorza Karpińskiego ze stanowiska sekretarza stanu w Ministerstwie Sportu i Turystyki (powołany na to stanowisko 8 grudnia 2011). |
| 24 stycznia 2014 | |
| – | - Andrzeja Ręgowskiego ze stanowiska podsekretarza stanu w Ministerstwie Administracji i Cyfryzacji (powołany na to stanowisko 27 kwietnia 2012). |
| 6 lutego 2014 | |
| - Ewy Dudek na stanowisko podsekretarza stanu w Ministerstwie Edukacji Narodowej. | – |
| 11 marca 2014 | |
| – | - Aleksandra Marka Skorupy ze stanowiska wojewody dolnośląskiego (powołany na to stanowisko 28 grudnia 2010), - Jolanty Szołno-Koguc ze stanowiska wojewody lubelskiego (powołana na to stanowisko 12 grudnia 2011), - Zygmunta Łukaszczyka ze stanowiska wojewody śląskiego (powołany na to stanowisko 29 listopada 2007), - Marcina Zydorowicza ze stanowiska wojewody zachodniopomorskiego (powołany na to stanowisko 29 listopada 2007), - Jana Maścianicy ze stanowiska wicewojewody warmińsko-mazurskiego (powołany na to stanowisko 27 grudnia 2007). |
| 12 marca 2014 | |
| - Tomasza Smolarza na stanowisko wojewody dolnośląskiego, - Wojciecha Wilka na stanowisko wojewody lubelskiego, - Piotra Litwy na stanowisko wojewody śląskiego, - Marka Tałasiewicza na stanowisko wojewody zachodniopomorskiego, - Grażyny Kluge na stanowisko wicewojewody warmińsko-mazurskiego.      | – |
| 17 marca 2014 | |
| - Marka Sawickiego na urząd ministra rolnictwa i rozwoju wsi. | - Stanisława Kalemby z urzędu ministra rolnictwa i rozwoju wsi (powołany na ten urząd 31 lipca 2012). |
| 18 marca 2014 | |
| – | - Adama Jassera ze stanowisk sekretarza stanu w Kancelarii Premiera (powołany na to stanowisko 21 marca 2013), sekretarza Rady Gospodarczej przy Premierze (powołany na to stanowisko 9 marca 2010), wiceprzewodniczącego Komitetu Stałego Rady Ministrów (powołany na to stanowisko 24 listopada 2011) i wiceprzewodniczącego Zespołu ds. Programowania Prac Rządu (powołany na to stanowisko 28 marca 2013). |
| 25 marca 2014 | |
| - Jakuba Jaworowskiego na stanowiska podsekretarza stanu w Kancelarii Premiera i sekretarza Rady Gospodarczej przy Premierze. | – |
| 9 kwietnia 2014 | |
| – | - Janusza Zaleskiego ze stanowisk podsekretarza stanu w Ministerstwie Środowiska (powołany na to stanowisko 29 grudnia 2007) i głównego konserwatora przyrody (powołany na to stanowisko 16 kwietnia 2009). |
| 11 kwietnia 2014 | |
| – | - Hanny Trojanowskiej ze stanowisk podsekretarza stanu w Ministerstwie Gospodarki i pełnomocnika Rządu ds. polskiej energetyki jądrowej (powołana na te stanowiska 15 maja 2009). |
| 22 kwietnia 2014 | |
| - Włodzisława Ducha na stanowisko podsekretarza stanu w Ministerstwie Nauki i Szkolnictwa Wyższego. | – |
| 23 kwietnia 2014 | |
| - Tomasza Półgrabskiego na stanowisko sekretarza stanu w Ministerstwie Sportu i Turystyki, - Bogusława Ulijasza na stanowisko podsekretarza stanu w Ministerstwie Sportu i Turystyki. | - Tomasza Półgrabskiego ze stanowiska podsekretarza stanu w Ministerstwie Sportu i Turystyki (powołany na to stanowisko 8 grudnia 2012). |
| 7 maja 2014 | |
| - Artura Radziwiłła na stanowisko podsekretarza stanu w Ministerstwie Finansów. | – |
| 6 czerwca 2014 | |
| – | - Rafała Magrysia ze stanowiska podsekretarza stanu w Ministerstwie Spraw Wewnętrznych (powołany na to stanowisko 22 marca 2013), - Pawła Tamborskiego ze stanowiska podsekretarza stanu w Ministerstwie Skarbu Państwa (powołany na to stanowisko 23 stycznia 2012). |
| 9 czerwca 2014 | |
| - Tomasza Szubieli na stanowisko podsekretarza stanu w Ministerstwie Spraw Wewnętrznych. | – |
| 10 czerwca 2014 | |
| - Artura Radziwiłła, podsekretarza stanu w Ministerstwie Finansów, na stanowisko Głównego Rzecznika Dyscypliny Finansów Publicznych. | – |
| 15 czerwca 2014 | |
| – | - Wojciecha Kowalczyka ze stanowiska podsekretarza stanu w Ministerstwie Finansów (powołany na to stanowisko 27 sierpnia 2012). |
| 16 czerwca 2014 | |
| - Wojciecha Kowalczyka na stanowisko podsekretarza stanu w Ministerstwie Skarbu Państwa. | – |
| 17 czerwca 2014 | |
| - Małgorzaty Omilanowskiej na urząd ministra kultury i dziedzictwa narodowego. | - Bogdana Zdrojewskiego z urzędu ministra kultury i dziedzictwa narodowego (powołany na ten urząd 16 listopada 2007). |
| 25 czerwca 2014 | |
| – | - Dariusza Bogdana ze stanowiska podsekretarza stanu w Ministerstwie Gospodarki (powołany na to stanowisko 21 grudnia 2007). |
| czerwiec 2014 | |
| – | - Agnieszki Kozłowskiej-Rajewicz ze stanowisk sekretarza stanu w Kancelarii Premiera i pełnomocnika Rządu ds. równego traktowania (powołana na te stanowiska 1 grudnia 2011). |
| 2 lipca 2014 | |
| – | - Tomasza Półgrabskiego ze stanowiska sekretarza stanu w Ministerstwie Sportu i Turystyki (powołany na to stanowisko 23 kwietnia 2014). |
| 3 lipca 2014 | |
| - Artura Radziwiłła, podsekretarza stanu w Ministerstwie Finansów, na stanowisko pełnomocnika Rządu ds. koordynacji przygotowań do wprowadzenia w Polsce wspólnej waluty. | - Jacka Dominika ze stanowisk podsekretarza stanu w Ministerstwie Finansów (powołany na to stanowisko 21 września 2006) i pełnomocnika Rządu ds. koordynacji przygotowań do wprowadzenia w Polsce wspólnej waluty (powołany na to stanowisko 22 czerwca 2012). |
| 11 lipca 2014 | |
| - Andrzeja Wyrobca na stanowisko podsekretarza stanu w Ministerstwie Kultury i Dziedzictwa Narodowego. | – |
| 20 lipca 2014 | |
| – | - Krystyny Gurbiel ze stanowiska podsekretarza stanu w Ministerstwie Rolnictwa i Rozwoju Wsi (powołana na to stanowisko 17 grudnia 2012). |
| 22 lipca 2014 | |
| - Małgorzaty Fuszary na stanowiska sekretarza stanu w Kancelarii Premiera i pełnomocnika Rządu ds. równego traktowania. | – |
| 29 lipca 2014 | |
| - Leszka Soczewicy na stanowisko podsekretarza stanu w Ministerstwie Spraw Zagranicznych. | – |
| lipiec 2014 | |
| – | - Katarzyny Pełczyńskiej-Nałęcz ze stanowiska podsekretarza stanu w Ministerstwie Spraw Zagranicznych (powołana na to stanowisko 18 stycznia 2012). |
| 1 sierpnia 2014 | |
| - Arkadiusza Bąka na stanowisko podsekretarza stanu w Ministerstwie Gospodarki, - Piotra Otawskiego na stanowiska podsekretarza stanu w Ministerstwie Środowiska i głównego konserwatora przyrody. | – |
| sierpień 2014 | |
| – | - Bogusława Winida ze stanowiska podsekretarza stanu w Ministerstwie Spraw Zagranicznych (powołany na to stanowisko 17 listopada 2011). |
| 1 września 2014 | |
| - Tomasza Orłowskiego na stanowisko podsekretarza stanu w Ministerstwie Spraw Zagranicznych. | – |
| 22 września 2014 | |
| – | - Janusza Piechocińskiego z urzędów wiceprezesa Rady Ministrów i ministra gospodarki (powołany na te urzędy 6 grudnia 2012), - Elżbiety Bieńkowskiej z urzędów wiceprezesa Rady Ministrów oraz ministra infrastruktury i rozwoju (powołany na te urzędy 27 listopada 2013), - Jacka Cichockiego z urzędu ministra-członka Rady Ministrów (powołany na ten urząd 25 lutego 2013), - Władysława Kosiniaka-Kamysza z urzędu ministra pracy i polityki społecznej (powołany na ten urząd 18 listopada 2011), - Marka Sawickiego z urzędu ministra rolnictwa i rozwoju wsi (powołany na ten urząd 17 marca 2014), - Tomasza Siemoniaka z urzędu ministra obrony narodowej (powołany na ten urząd 18 listopada 2011), - Radosława Sikorskiego z urzędu ministra spraw zagranicznych (powołany na ten urząd 18 listopada 2011), - Bartosza Arłukowicza z urzędu ministra zdrowia (powołany na ten urząd 18 listopada 2011), - Bartłomieja Sienkiewicza z urzędu ministra spraw wewnętrznych (powołany na ten urząd 25 lutego 2013), - Włodzimierza Karpińskiego z urzędu ministra skarbu państwa (powołany na ten urząd 24 kwietnia 2013), - Marka Biernackiego z urzędu ministra sprawiedliwości (powołany na ten urząd 6 maja 2013), - Andrzeja Biernata z urzędu ministra sportu i turystyki (powołany na ten urząd 27 listopada 2013), - Macieja Grabowskiego z urzędu ministra środowiska (powołany na ten urząd 27 listopada 2013), - Joanny Kluzik-Rostkowskiej z urzędu ministra edukacji narodowej (powołana na ten urząd 27 listopada 2013), - Mateusza Szczurka z urzędu ministra finansów (powołany na ten urząd 27 listopada 2013), - Leny Kolarskiej-Bobińskiej z urzędu ministra nauki i szkolnictwa wyższego (powołana na ten urząd 3 grudnia 2013), - Rafała Trzaskowskiego z urzędu ministra administracji i cyfryzacji (powołany na ten urząd 3 grudnia 2013), - Małgorzaty Omilanowskiej z urzędu ministra kultury i dziedzictwa narodowego (powołana na ten urząd 17 czerwca 2014), - Łukasza Broniewskiego ze stanowiska szefa Gabinetu Politycznego Premiera (powołany na to stanowisko 19 listopada 2011), - Przemysława Pacia ze stanowiska wicewojewody wielkopolskiego (powołany na to stanowisko 27 grudnia 2007). |

## Powołania i odwołania w administracji rządowej
| Powołanie | Odwołanie |
| 1 grudnia 2011 | 1 grudnia 2011 |
| --- | --- |
| - Jarosława Wojtowicza na stanowisko wiceprezesa Agencji Restrukturyzacji i Modernizacji Rolnictwa.                                                                                                  | – |
| 29 grudnia 2011 | |
| - Andrzejowi Łuszczewskiemu, wiceprezesowi Agencji Rynku Rolnego, powierzenie obowiązków prezesa Agencji Rynku Rolnego.                                                                              | - Władysława Łukasika ze stanowiska prezesa Agencji Rynku Rolnego (powołany na to stanowisko w maju 2008). |
| 2 stycznia 2012 | |
| - Krzysztofa Kurkowskiego na stanowisko wiceprezesa Głównego Urzędu Statystycznego. | – |
| 5 stycznia 2012 | |
| - Artura Brzóski na stanowisko prezesa Kasy Rolniczego Ubezpieczenia Społecznego, - Krzysztofowi Dylowi powierzenie obowiązków prezesa Urzędu Transportu Kolejowego.                                 | - Krzysztofa Jaroszyńskiego ze stanowiska prezesa Urzędu Transportu Kolejowego. |
| 9 stycznia 2012 | |
| – | - Andrzeja Matejuka ze stanowiska Komendanta Głównego Policji (powołany na to stanowisko 6 marca 2008). |
| 10 stycznia 2012 | |
| - Marka Działoszyńskiego na stanowisko Komendanta Głównego Policji, - Leszka Świętochowskiego na stanowisko prezesa Agencji Nieruchomości Rolnych.                                                   | – |
| 16 stycznia 2012 | |
| - Krzysztofa Gajewskiego na stanowisko I zastępcy Komendy Głównej Policji. | – |
| 7 lutego 2012 | |
| - Adama Wasiaka na stanowisko dyrektora generalnego Państwowego Gospodarstwa Leśnego Lasy Państwowe.                                                                                                 | - Mariana Pigana ze stanowiska dyrektora generalnego Państwowego Gospodarstwa Leśnego Lasy Państwowe (powołany na to stanowisko 7 kwietnia 2008). |
| 24 kwietnia 2012 | |
| – | - Sławomira Pietrzaka ze stanowiska wiceprezesa Agencji Nieruchomości Rolnych. |
| kwiecień 2012 | |
| - Nikodema Bończy-Tomaszewskiego na stanowisko dyrektora Centralnego Ośrodka Informatyki. | – |
| 21 maja 2012 | |
| - Wojciecha Zbrożka na stanowisko wiceprezesa Agencji Nieruchomości Rolnych. | – |
| 18 czerwca 2012 | |
| - Kazimierza Bujakowskiego na stanowisko prezesa Głównego Urzędu Geodezji i Kartografii, - Krzysztofa Dyla na stanowisko prezesa Urzędu Transportu Kolejowego.                                       | - Krzysztofa Dyla z powierzenia obowiązków prezesa Urzędu Transportu Kolejowego (powołany na to stanowisko 5 stycznia 2012). |
| 27 czerwca 2012 | |
| - Agnieszki Pachciarz na stanowisko prezesa Narodowego Funduszu Zdrowia. | – |
| 22 sierpnia 2012 | |
| - Markowi Posobkiewiczowi, zastępcy Głównego Inspektora Sanitarnego, powierzenie obowiązków Głównego Inspektora Sanitarnego.                                                                         | - Przemysława Bilińskiego ze stanowiska Głównego Inspektora Sanitarnego. |
| 10 września 2012 | |
| - Lucjanowi Zwolakowi powierzenie obowiązków prezesa Agencji Rynku Rolnego. | - Andrzeja Łuszczewskiego z powierzenia obowiązków prezesa Agencji Rynku Rolnego (powołany na to stanowisko 29 grudnia 2011). |
| 16 września 2012 | |
| - Marcina Pakulskiego na stanowisko wiceprezesa Narodowego Funduszu Zdrowia. | – |
| 20 września 2012 | |
| - Zbigniewowi Banaszkiewiczowi powierzenie obowiązków prezesa Agencji Restrukturyzacji i Modernizacji Rolnictwa.                                                                                     | - Tomasza Kołodzieja ze stanowiska prezesa Agencji Restrukturyzacji i Modernizacji Rolnictwa (powołany na to stanowisko 23 marca 2009). |
| 16 października 2012 | |
| - Piotra Ołowskiego na stanowisko prezesa Urzędu Lotnictwa Cywilnego. | – |
| październik 2012 | |
| - Wiesławy Kłos na stanowisko wiceprezesa Narodowego Funduszu Zdrowia. | - Zdzisława Skorży ze stanowiska zastępcy szefa Agencji Bezpieczeństwa Wewnętrznego (powołany na to stanowisko 4 grudnia 2007) |
| 1 listopada 2012 | |
| - Kazimierza Morduszewskiego na stanowisko zastępcy szefa Agencji Bezpieczeństwa Wewnętrznego. | – |
| 2 stycznia 2013 | |
| – | - Krzysztofa Bondaryka ze stanowiska Szefa ABW (powołany na to stanowisko 16 stycznia 2008). |
| 25 lutego 2013 | |
| - Andrzeja Grossa na stanowisko prezesa Agencji Restrukturyzacji i Modernizacji Rolnictwa, - Zbigniewa Banaszkiewicza na stanowisko I wiceprezesa Agencji Restrukturyzacji i Modernizacji Rolnictwa. | - Zbigniewowi Banaszkiewiczowi z powierzenia obowiązków prezesa Agencji Restrukturyzacji i Modernizacji Rolnictwa (powołany na to stanowisko 20 września 2012). |
| 15 kwietnia 2013 | |
| - Dariusza Łuczaka na stanowisko Szefa ABW. | – |
| 19 kwietnia 2013 | |
| - Mirosława Schosslera na stanowisko zastępcy Komendy Głównej Policji. | – |
| 15 maja 2013 | |
| - Wojciecha Olbrysia na stanowisko zastępcy Komendy Głównej Policji. | – |
| 3 czerwca 2013 | |
| - Radosława Szatkowskiego na stanowisko prezesa Agencji Rynku Rolnego. | - Lucjana Zwolaka z powierzenia obowiązków prezesa Agencji Rynku Rolnego (powołany na to stanowisko 10 września 2012). |
| czerwiec 2013 | |
| - Jacka Gawryszewskiego na stanowisko zastępcy szefa Agencji Bezpieczeństwa Narodowego. | – |
| 1 lipca 2013 | |
| - Cezarego Szeligi i Krzysztofa Zalewskiego na stanowiska wiceprezesów Agencji Restrukturyzacji i Modernizacji Rolnictwa.                                                                            | – |
| 1 października 2013 | |
| - Jarosława Sierszchulskiego na stanowisko wiceprezesa Agencji Restrukturyzacji i Modernizacji Rolnictwa.                                                                                            | – |
| 3 października 2013 | |
| - Ignacego Góry na stanowisko wiceprezesa Urzędu Transportu Kolejowego. | – |
| 8 października 2013 | |
| – | - Janusza Noska ze stanowiska Szefa SKW (powołany na to stanowisko 20 maja 2008). |
| 9 października 2013 | |
| - Piotrowi Pytlowi powierzenie obowiązków Szefa SKW. | – |
| 21 listopada 2013 | |
| – | - Krzysztofa Kurkowskiego ze stanowiska wiceprezesa Głównego Urzędu Statystycznego (powołany na to stanowisko 2 stycznia 2012). |
| 9 grudnia 2013 | |
| - Izabeli Jakubowskiej powierzenie obowiązków Prezesa Urzędu Zamówień Publicznych. | - Jacka Sadowego ze stanowiska Prezesa Urzędu Zamówień Publicznych (powołany na to stanowisko 23 lutego 2008). |
| 13 grudnia 2013 | |
| - Maciejowi Bando powierzenie obowiązków prezesa Urzędu Regulacji Energetyki. | - Marka Woszczyka ze stanowiska prezesa Urzędu Regulacji Energetyki (powołany na to stanowisko 1 czerwca 2011). |
| 19 grudnia 2013 | |
| - Marcinowi Pakulskiemu powierzenie obowiązków prezesa Narodowego Funduszu Zdrowia. | - Agnieszki Pachciarz ze stanowiska prezesa Narodowego Funduszu Zdrowia (powołana na to stanowisko 27 czerwca 2012). |
| 31 grudnia 2013 | |
| - Pawła Wojtunika na stanowisko szefa Centralnego Biura Antykorupcyjnego. | – |
| 10 stycznia 2014 | |
| - Piotra Pytla na stanowisko Szefa SKW. | - Piotra Pytla z powierzenia obowiązków Szefa SKW (powołany na to stanowisko 9 października 2013). |
| 13 stycznia 2014 | |
| – | - Jana Urbanowicza ze stanowiska dyrektora Transportowego Dozoru Technicznego. |
| 14 stycznia 2014 | |
| - Andrzejowi Kolasie powierzenie obowiązków dyrektora Transportowego Dozoru Technicznego. | – |
| 21 stycznia 2014 | |
| – | - Jerzego Krawca ze stanowiska zastępcy prezesa Polskiego Komitetu Normalizacyjnego (powołany na to stanowisko 8 maja 2008). |
| 10 lutego 2014 | |
| – | - Małgorzaty Krasnodębskiej-Tomkiel ze stanowiska prezesa Urzędu Ochrony Konkurencji i Konsumentów (powołana na to stanowisko 4 czerwca 2008). |
| 13 lutego 2014 | |
| - Ewie Tomali-Boruckiej powierzenie obowiązków dyrektora Generalnej Dyrekcji Dróg Krajowych i Autostrad.                                                                                             | - Lecha Witeckiego z powierzenia obowiązków dyrektora Generalnej Dyrekcji Dróg Krajowych i Autostrad (powołany na to stanowisko 12 maja 2008). |
| 1 marca 2014 | |
| - Wiesławie Kłos, wiceprezesowi Narodowego Funduszu Zdrowia, powierzenie obowiązków prezesa Narodowego Funduszu Zdrowia.                                                                             | – |
| 7 marca 2014 | |
| - Teresie Hernik powierzenie obowiązków prezesa Państwowego Fundusz Rehabilitacji Osób Niepełnosprawnych.                                                                                            | – |
| 18 marca 2014 | |
| - Adama Jassera na stanowisko prezesa Urzędu Ochrony Konkurencji i Konsumentów. | – |
| 19 marca 2014 | |
| – | - Janusza Związka ze stanowiska Głównego Lekarza Weterynarii. |
| 20 marca 2014 | |
| - Krzysztofowi Jażdżewskiemu powierzenie obowiązków Głównego Lekarza Weterynarii. | – |
| 26 maja 2014 | |
| - Konrada Cucha na stanowisko wiceprezesa Głównego Urzędu Statystycznego. | – |
| 27 maja 2014 | |
| - Krystyny Gduli na stanowisko wiceprezesa Kasy Rolniczego Ubezpieczenia Społecznego. | – |
| 2 czerwca 2014 | |
| - Macieja Bando na stanowisko prezesa Urzędu Regulacji Energetyki. | - Macieja Bando z powierzenia obowiązków prezesa Urzędu Regulacji Energetyki (powołany na to stanowisko 13 grudnia 2013), - Wiesławy Kłos, wiceprezesa Narodowego Funduszu Zdrowia, z powierzenia obowiązków prezesa Narodowego Funduszu Zdrowia (powołana na to stanowisko 1 marca 2014). |
| 3 czerwca 2014 | |
| - Tadeusza Jędrzejczyka na stanowisko prezesa Narodowego Funduszu Zdrowia. | – |
| 11 czerwca 2014 | |
| - Bernadety Kasztelan-Świetlik i Doroty Karczewskiej na stanowiska wiceprezesów Urzędu Ochrony Konkurencji i Konsumentów.                                                                            | – |
| 7 lipca 2014 | |
| - Marka Pirsztuka na stanowisko Głównego Lekarza Weterynarii, - Krzysztofa Jażdżewskiego na stanowisko zastępcy Głównego Lekarza Weterynarii.                                                        | - Krzysztofa Jażdżewskiego z powierzenia obowiązków Głównego Lekarza Weterynarii (powołany na to stanowisko 20 marca 2014). |
| 21 lipca 2014 | |
| - Krystyny Gurbiel na stanowisko zastępcy prezesa Agencji Rynku Rolnego. | – |
| 4 sierpnia 2014 | |
| - Krzysztofa Tuczapskiego na stanowisko wiceprezesa Narodowego Funduszu Zdrowia. | - Marcina Pakulskiego ze stanowiska wiceprezesa Narodowego Funduszu Zdrowia (powołany na to stanowisko 16 września 2012). |
| 18 sierpnia 2014 | |
| - Julity Jaśkiewicz na stanowisko wiceprezesa Narodowego Funduszu Zdrowia, - Janusza Turka na stanowisko prezesa Agencji Rezerw Materiałowych.                                                       | - Wiesławy Kłos ze stanowiska wiceprezesa Narodowego Funduszu Zdrowia (powołana na to stanowisko w październiku 2012). |
| 20 sierpnia 2014 | |
| – | - Jarosława Naze ze stanowiska zastępcy Głównego Lekarza Weterynarii. |